# Московская школа гражданского просвещения
Московская школа гражданского просвещения (МШГП) — российская независимая неправительственная некоммерческая просветительская организация. Основана в 1992 году Еленой Немировской и Юрием Сенокосовым. Девиз МШГП: «Гражданскому обществу — гражданское просвещение».
В 1992—2013 годах носила название «Московская школа политических исследований» (МШПИ).
МШГП занимается проведением семинаров для слушателей, представляющих российскую власть (федеральную, региональную, муниципальную), гражданское общество и СМИ, а также издательской деятельностью в гуманитарной сфере.
9 декабря 2014 года Министерство юстиции Российской Федерации внесло АНО «Московская школа гражданского просвещения» в реестр некоммерческих организаций, выполняющих функции иностранного агента. В 2021 году организация была ликвидирована, а её преемником стало АНО «Школа гражданского просвещения».
15 марта 2022 года АНО «Школа гражданского просвещения» была ликвидирована, после чего ее сайт перестал обновляться.

## Международный попечительский совет МШГП
- Джон Ллойд (Великобритания) — председатель попечительского совета МШГП. Пишущий редактор Financial Times.
- Сэр Родрик Брейтвейт (Великобритания) — глава Объединённого разведывательного комитета Великобритании.
- Энн Эпплбаум (США) — редактор The Washington Post.
- Чарльз Гатри (Великобритания) — директор фонда «НМ Ротшильд и сыновья».
- Тома Гомар (Франция) — директор Центра по делам с Россией Французского Института международных отношений
- Чарльз Грант (Великобритания) — директор Центра европейских реформ.
- Константин Косачев (Россия) — депутат Государственной думы России, председатель Комитета по международным делам Государственной думы (2004—2011 годы).
- Иван Крастев (Россия) — политолог, аналитик по международным вопросам. Председатель Центра либеральных стратегий в Софии, научный сотрудник Гуманитарного института в Вене
- Владимир Лукин (Россия) — Уполномоченный по правам человека Российской Федерации.
- Федор Лукьянов (Россия) — главный редактор журнала «Россия в глобальной политике».
- Михаил Маргелов (Россия) — председатель Комитета по международным делам Совета Федерации России.
- Микаэль Мертес (Германия) — государственный секретарь по делам федерации и Европы правительства федеральной земли Северный Рейн-Вестфалия.
- Лариса Мишустина (Россия) — старший референт администрации президента России.
- Доминик Моизи (Франция) — основатель Французского Института международных отношений.
- Уильям Ньютон-Смит (Великобритания) — директор Программы поддержки высшего образования Фонда Сороса
- Аркадий Островский (Россия) — глава московского бюро журнала The Economist.
- Сергей Петров — основатель группы компаний «Рольф», депутат Государственной думы.
- Томас Пикеринг (США) — председатель Американской академии дипломатии. Посол США в ООН (1989-1992 годы), в Индии (1992-1993 годы) и в России (1993-1996).
- Владимир Плигин (Россия) — председатель комитета по конституционному законодательству и государственному строительству Государственной думы.
- Владимир Рыжков (Россия) — сопредседатель политической партии «Республиканская партия России – Партия народной свободы (ПАРНАС)», депутат Государственной думы (1993—2007)
- Лорд Роберт Скидельски, барон Тилтон (Великобритания) — член Палаты лордов парламента Великобритании. Почетный профессор политэкономии университета Уорик, руководитель Центра глобальных исследований Великобритании.
- Михаил Сульман (Швеция) — исполнительный директор Нобелевского фонда в 1992—2011 годах.
- Дмитрий Тренин (Россия) — директор, председатель научного совета Московского Центра Карнеги.
- Максим Трудолюбов[вд] (Россия) — редактор отдела «Комментарии» газеты «Ведомости».
- Альваро Хиль-Роблес (Испания) — профессор университета Комплутенсе. Национальный омбудсмен Испании (1988—1993 годы), комиссар по правам человека Совета Европы (1999—2006 годы).
- Кит Хэмпсон (Великобритания) — консультант «Демокраси Интернэшнл лдт».
- Эрнст‐Йорг фон Штудниц (Германия) — председатель Правления Германо-российского форума, посол Германии в Российской Федерации (1995—2002).
- Игорь Юргенс (Россия) — первый вице-президент ЗАО Инвестиционная Группа «Ренессанс Капитал», председатель правления Института современного развития[3].

## Совет директоров
Сопредседатели Совета директоров:
- Александр Волошин — председатель совета директоров ОАО «Уралкалий». Председатель совета директоров РАО «ЕЭС России» (1999—2008 годы) и ГМК «Норильский никель» (2008-2010 годы и с апреля по июнь 2011 года), руководитель администрации президента России (1999—2003 годы).
- Чарльз Райан (США) — председатель группы компаний UFG Asset Management, главный исполнительный директор Deutsche Bank в России.

Члены Совета директоров:
- Тоби Гати (США) — ведущий международный советник юридической фирмы Akin Gump Strauss Hauer & Feld LLP в Вашингтоне. Советник по делам России в администрации президента США Билла Клинтона (1993—1997 годы).
- Михаил Задорнов (Россия) — президент-председатель правления ВТБ 24. Министр финансов (1997—1999 годы).
- Роджер Маннингс (Великобритания) — председатель Института аудиторских комитетов в России, член правления Ассоциации европейского бизнеса, член совета директоров АФК «Система».
- Игорь Минтусов (Россия) — председатель совета директоров первой российской PR-компании «Николо М».
- Сергей Недорослев (Россия) — председатель совета директоров группы компаний «Каскол».
- Елена Немировская (Россия) — основатель Московской школы гражданского просвещения.
- Рене Нюберг (Финляндия) — генеральный директор Восточного офиса финской промышленности. Посол в России (2000—2004 годы) и Германии (2004—2008 годы).
- Юрий Сенокосов (Россия) — основатель и директор издательских программ Московской школы гражданского просвещения.
- Михаил Сульман (Швеция) — исполнительный директор Нобелевского фонда[4].

## Основание Школы
По словам Елены Немировской,
«Вся моя сознательная жизнь прошла на так называемых кухнях, и нам с Юрой повезло: на наши „посиделки“ приходили не только российские интеллектуалы, но и иностранные, как это ни странно звучит для 70-80-х годов. Этот наш „кружок“ на самом деле был большим кругом, где встречались и литераторы, и историки, и философы, и художники, и музыканты. А объединяющей для всех фигурой был Мераб Мамардашвили. Сегодня о нём говорят многие, но мы и тогда, сорок лет назад, осознавали масштаб его личности. Незадолго до смерти в 90-м году он был непосредственным участником обсуждения идеи Школы. А дальше события стали развиваться совершенно неожиданно: в Россию на встречу с Ельциным приехала Генеральный секретарь Совета Европы Катрин Лалюмьер, и нам, практически случайно, удалось передать ей две странички с описанием задуманного. После чего, спустя какое-то время, примерно через полгода, раздался телефонный звонок из Страсбурга — оказывается, Совет Европы принял решение поддержать Школу как свой пилотный проект в России.».
ШГП «продолжает дело гражданского просвещения, начатое в 1992 году Леной Немировской и Юрием Сенокосовым. Школа зарегистрирована и работает в соответствии с российским законодательством, и финансируется из российских источников».

## Переименование
В августе 2013 года Министерством юстиции РФ было зарегистрировано новое название организации — АНО «Московская школа гражданского просвещения». Данное название было предложено учредителями Школы и утверждено советом директоров как в большей степени отражающее деятельность Школы, отвечающее её целям и задачам.

## Миссия Школы
По данным «РИА Новости»,
«свою основную задачу Школа видит в том, чтобы содействовать построению в России гражданской нации — открытого и демократичного общества, основанного на уважении к закону, неукоснительном соблюдении прав человека и поощрении гражданской инициативы. Руководствуясь этой целью, Школа знакомит представителей нарождающейся российской элиты с принципами, методами, практиками гражданственного мышления и действия… Основная задача Школы — гражданское просвещение, при этом Школа не связывает себя с партиями и другими политическими объединениями. Как говорится в уставе, деятельность базируется на ценностях, которые объединяют бесспорное большинство общественных деятелей Российской Федерации. Среди них верховенство права, подлинное народовластие, социальное государство, рыночная экономика.»

## Финансирование
Деятельность Московской школы финансируется из различных российских и зарубежных источников, среди которых Совет Европы, ГК Рольф, Деловая Россия, Стокгольмский институт переходной экономики, Институт «Открытое общество» , Фонд Макартуров, Фонд Мотта и др. Полный список доноров и партнеров МШГП ежегодно публикуется на её сайте.

## Семинары Школы
Годовой цикл семинаров МШГП включает в себя три типа семинаров:
- федеральные
- региональные
- зарубежные.

Каждый семинарский день включает в себя несколько сессий, состоящих из лекции на ту или иную тему, прочитанной специально приглашенным экспертом, и обсуждения этой лекции. Кроме того, проводятся «круглые столы» с участием экспертов и слушателей.
Среди экспертов МШПИ — члены Международного попечительского совета и Совета директоров Школы, а также Сергей Алексашенко, Людмила Алексеева, Матти Антонен (Финляндия), Александр Архангельский, Александр Аузан, Евгений Барабанов, Вячеслав Бахмин, Торбьёрн Беккер (Швеция), Никита Белых, Михаил Бергер, Вадим Волков, Егор Гайдар, Эрнест Геллнер (Великобритания), Лев Гудков, Сергей Гуриев, Том Грэм (США), Ральф Дарендорф (Германия-Великобритания), Аркадий Дворкович, Борис Дубин, Александр Жуков, Дмитрий Зимин, Николай Злобин, Андрей Зубов, Сергей Караганов, Андрей Колесников, Кристофер Коукер (Великобритания), Хайронг Лай (Китай), Катрин Лалюмьер (Франция), Юрий Левада, Соня Лихт (Сербия), Борис Макаренко, Алексей Малашенко, Елена Панфилова, Николай Петров, Арсений Рогинский, Кирилл Рогов, Андрей Рябов, Алексей Салмин, Георгий Сатаров, Никита Соколов, Сергей Степашин, Михаил Федотов, Джеффри Хоскинг (Великобритания), Эрнст-Йорг фон Штудниц (Германия), Евгений Ясин, Ирина Ясина и многие другие.
Федеральные семинары, посвященные проблемам права, политики, экономики и средств массовой информации, проходят в Голицыно (Московская область) и Зеленогорске (Ленинградская область).
Региональные семинары, посвященные позиционированию современного российского региона в глобальном мире, проблемам гражданского общества и другим вопросам, организуются в различных субъектах Федерации. В частности, в 2011 году они проходили в Калуге, Перми, Нижнем Новгороде, Якутске, Краснодаре, Хабаровске, Иркутске, Кирове.
Зарубежные семинары организуются для российских слушателей и посвящены изучению опыта различных стран в актуальных для России сферах — таких как федерализм, местное самоуправление, медиа и др. В 2011 году такие семинары состоялись в США, Германии, Польше. Традиционно ключевым зарубежным мероприятием Школы является Летний университет демократии, проводящийся в Страсбурге под эгидой Совета Европы с участием слушателей как Московской, так и аналогичных школ из других городов (Софии, Тираны, Киева, Минска, Белграда, Тбилиси, Еревана, Баку, Подгорицы, Загреба, Бухареста, Сараево, Скопье, Кишинёва, Приштины).

## Издательские проекты
Школа реализует ряд издательских просветительских проектов, публикуя в их рамках книги по политологии, социологии, истории, экономике. Периодически выходит в свет журнал «Общая тетрадь», в котором публикуются актуальные политические и идеологические материалы, подготовленные российскими и зарубежными экспертами, отчеты о работе Школы, обзоры новейшей политологической литературы, дайджесты зарубежной прессы и т. п..

## Отзывы о Школе

### Положительные
Московская Школа, идея которой родилась на кухне … Елены Немировской и её мужа, мыслителя и философа, Юрия Сенокосова, привела к созданию целой сети подобных школ, которую координирует Совет Европы. Эта сеть охватывает 16 бывших социалистических стран и советских республик, от Хорватии до Казахстана, включая Болгарию, Украину и Грузию. Каждый учебный центр имеет свой собственный стиль, и возможно, когда-нибудь в будущем подобная Школа откроется и в Китае (Пилар Бонет, El Pais, 28.07.2010).
Эта школа помогает нам, российским гражданам, войти в современный глобальный мир, помогает понимать его, освоиться в нём и не чувствовать себя там чужаками. (Людмила Алексеева).
Все, кто участвовал в программах Школы, приобретают не только знания, но и новых надёжных друзей. Школа сегодня — это просветительский объединяющий центр, где отстаиваются ценности демократии и общественного служения, воспитывается уважение к закону, моделируются инновационные решения. (Владимир Путин, 2003).
… компетентность и энтузиазм примерно 140 молодых участников семинара, многие из которых принадлежат к новому поколению политиков, не могли не вдохновлять. (The Guardian, 12.06.2011).

Школа, на мой взгляд, даёт человеку, который по-настоящему хочет участвовать в построении гражданского общества, максимум практических знаний и навыков для самореализации. Школа учит и подстёгивает всегда быть активным, ответственным, гражданственным, искренним. Другими словами, быть свободным! (Адальби Шхагошев, депутат Государственной думы)
Школа является одним из оплотов демократического просвещения, становления основ либерализма в нашей стране. Я уверен, что её выпускники, несущие идеи просвещения в свои регионы, помогут России стать частью цивилизованного мира. (Валерий Сухих, председатель Законодательного собрания Пермского края). (Ерошок З. Школа. О смыслах и чувствах. М., 2005. С. 166).